# Chi phí sản phẩm
Chi phí sản phẩm là toàn bộ các chi phí để hình thành một sản phẩm nào đó.
Cấu thành chi phí của các sản phẩm không giống nhau. Tuy nhiên, vẫn có một mô hình chung được công nhân, trong đó bao gồm 6 thành phần chính cấu thành chi phí của mỗi sản phẩm, đó là:
- Chi phí nghiên cứu và phát triển
- Chi phí thiết bị
- Chi phí sản xuất
- Chi phí marketing
- Chi phí bán hàng
- Chi phí dịch vụ khách hàng